# Saint-Jean-de-Sauves
Saint-Jean-de-Sauves is een gemeente in het Franse departement Vienne (regio Nouvelle-Aquitaine) en telt 1294 inwoners (1999). De plaats maakt deel uit van het arrondissement Châtellerault.

## Geografie
De oppervlakte van Saint-Jean-de-Sauves bedraagt 57,4 km², de bevolkingsdichtheid is 22,5 inwoners per km².
De onderstaande kaart toont de ligging van Saint-Jean-de-Sauves met de belangrijkste infrastructuur en aangrenzende gemeenten.

## Demografie
Onderstaande figuur toont het verloop van het inwonertal (bron: INSEE-tellingen).